# Francisco Olázar
Francisco Carlos Olázar (Quilmes, 10 de julio de 1885-Buenos Aires, 17 de septiembre de 1958) fue un futbolista y entrenador argentino, que se desempeñó mayormente como centrocampista. Fue protagonista de la era dorada del Racing Club en la etapa amateur del fútbol argentino, en la que el equipo obtuvo siete títulos consecutivos y se ganó el apodo de «la Academia de Football Nacional».

## Racing Club
Surgido en el club Mariano Moreno, una pequeña institución de la zona de Avellaneda, llegó al Racing Club en 1908 para comenzar a desempeñarse como bastión de la Cuarta División.
Dueño del círculo central, el centrohalf no solamente fue titular indiscutido en el equipo que obtuvo de forma consecutiva siete campeonatos nacionales entre 1913 y 1919 sino que, además, fue el capitán a lo largo de todo ese glorioso período. Con conocimiento táctico, con fuerza para quitar y con técnica para resolver con la pelota en los pies, se dio también el gusto de coronarse en una cantidad importante de copas nacionales.

## Selección nacional
En el seleccionado argentino disputó varios partidos y se destacó por sus fortalezas defensivas y ofensivas. Dentro del vestuario tuvo un rol protagónico porque, al igual que en Racing, fue un referente para todos sus compañeros por la capacidad para construir ambientes positivos de competencia.

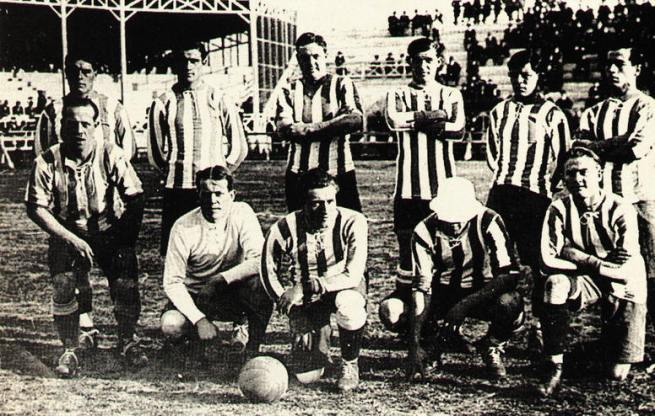
Francisco Olázar (atrás, segundo de izquierda a derecha) en la Copa América 1916.

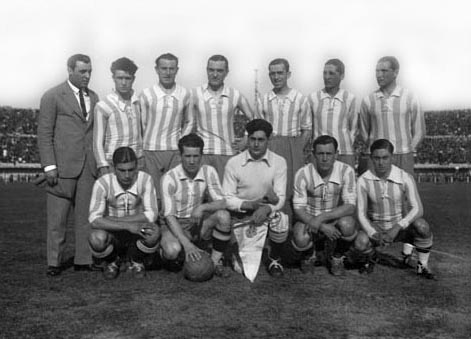
Olázar junto al equipo argentino en Uruguay 1930.

Los dirigentes del fútbol argentino premiaron a Olázar por su trayectoria como futbolista, dándole la dirección técnica de la selección argentina que obtendría la Copa América 1929 y sería subcampeona en el Mundial de Uruguay 1930.

## Títulos como jugador

### Nacionales
| Título           | Club        | País      | Año  |
| ---------------- | ----------- | --------- | ---- |
| Copa de Honor    | Racing Club | Argentina | 1912 |
| Primera División | Racing Club | Argentina | 1913 |
| Copa de Honor    | Racing Club | Argentina | 1913 |
| Copa Ibarguren   | Racing Club | Argentina | 1913 |
| Primera División | Racing Club | Argentina | 1914 |
| Copa Ibarguren   | Racing Club | Argentina | 1914 |
| Primera División | Racing Club | Argentina | 1915 |
| Copa de Honor    | Racing Club | Argentina | 1915 |
| Primera División | Racing Club | Argentina | 1916 |
| Copa Ibarguren   | Racing Club | Argentina | 1916 |
| Primera División | Racing Club | Argentina | 1917 |
| Copa de Honor    | Racing Club | Argentina | 1917 |
| Copa Ibarguren   | Racing Club | Argentina | 1917 |
| Primera División | Racing Club | Argentina | 1918 |
| Copa Ibarguren   | Racing Club | Argentina | 1918 |
| Primera División | Racing Club | Argentina | 1919 |
| Primera División | Racing Club | Argentina | 1921 |

### Internacionales
| Título                  | Club        | País      | Año  |
| ----------------------- | ----------- | --------- | ---- |
| Copa de Honor Cousenier | Racing Club | Argentina | 1913 |
| Copa Aldao              | Racing Club | Argentina | 1917 |
| Copa Aldao              | Racing Club | Argentina | 1918 |

## Títulos como entrenador

### Internacionales
| Título       | Club                | País      | Año  |
| ------------ | ------------------- | --------- | ---- |
| Copa América | Selección Argentina | Argentina | 1929 |